# Pabatu II
Pabatu II is een bestuurslaag in het regentschap Serdang Bedagai van de provincie Noord-Sumatra, Indonesië. Pabatu II telt 488 inwoners (volkstelling 2010).